# Livezile, Vrancea
Livezile (în trecut, Găurile) este satul de reședință al comunei Vizantea-Livezi din județul Vrancea, Moldova, România.

## Personalități
- Cornel Coman (1936-1981), actor român